# یاراوانگا، ویکتوریا
یاراوانگا (به انگلیسی: Yarrawonga) یک شهرک در استرالیا است که در ویکتوریا (استرالیا) واقع شده‌است.